# Бад-Аусзе
Бад-А́усзе (нем. Bad Aussee) — курорт в Австрии, в федеральной земле Штирия, неподалёку от Грундльзе.
Входит в состав округа Лицен. Население составляет 4934 человека (на 31 декабря 2005 года). Занимает площадь 82,03 км². Официальный код — 61 207.

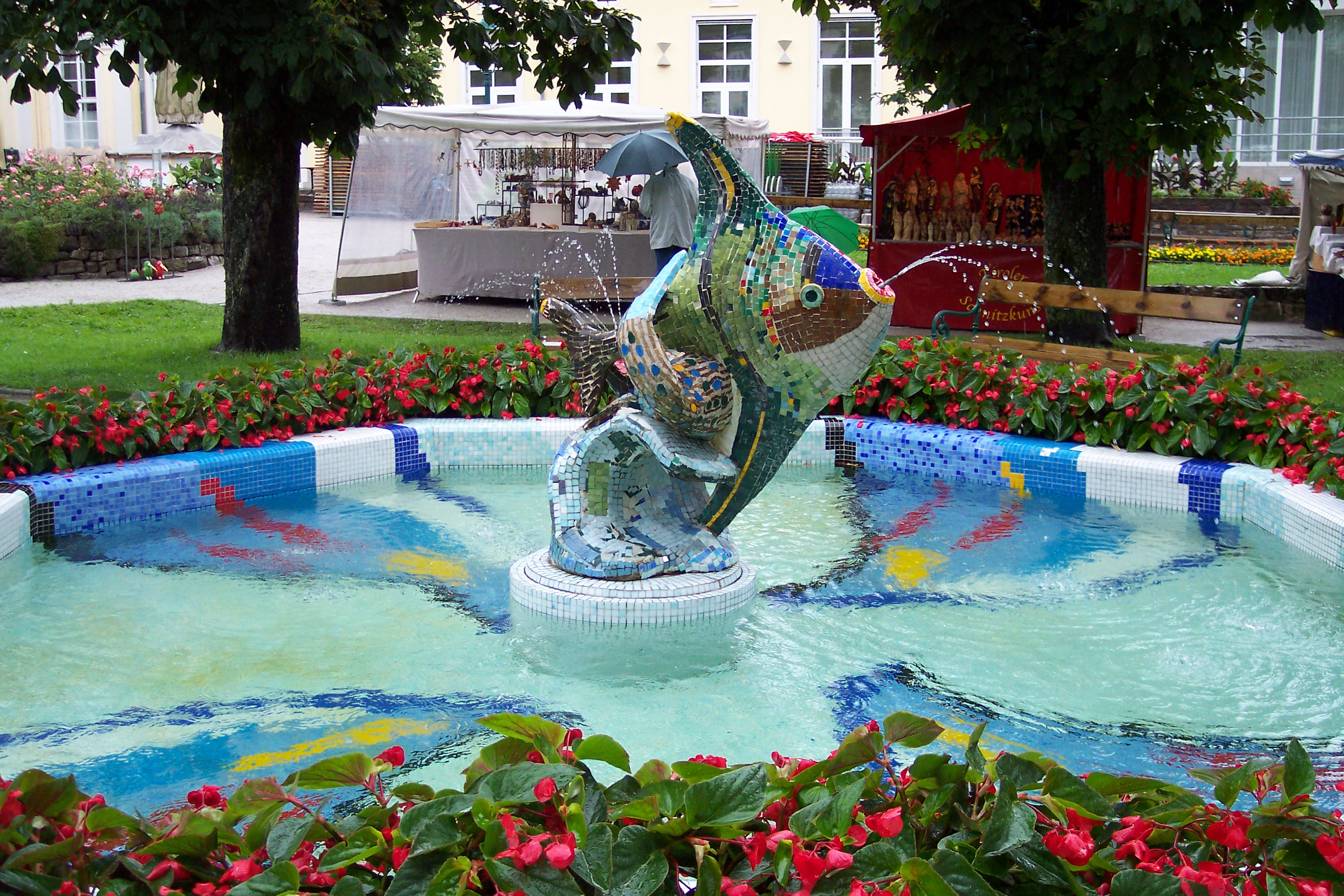
Фонтан на Курхаусплац

## Политическая ситуация
Бургомистр коммуны — Отто Марль (СДПА) по результатам выборов 2005 года.
Совет представителей коммуны (нем. Gemeinderat) состоит из 25 мест.
- СДПА занимает 16 мест.
- АНП занимает 8 мест.
- Партия Narren & Visionäre занимает 1 место.

В 1983 году близ Бад-Аусзе впервые было обнаружено золото из слитков Рейхсбанка (как оказалось, в конце войны Борман пытался сохранить золото Третьего рейха в различных тайниках) в виде золотой крыши на домике.

## Известные уроженцы
- Бурстин, Гюнтер (1879—1945) — австрийский военный инженер-конструктор.